# Maksim Babitschau
Maksim Babitschau (belarussisch Максім Бабічаў, russisch Максим Бабичев Maxim Babitschew; * 7. März 1986 in Minsk, Belarussische SSR, Sowjetunion) ist ein ehemaliger belarussischer Handballspieler, der zumeist als Kreisläufer eingesetzt wurde. 

## Karriere
Der 2,00 m große und 100 kg schwere Rechtshänder begann mit dem Handballspiel in seiner Heimatstadt bei Arkatron Minsk, wo er auch im Europapokal der Pokalsieger 2002/03 debütierte. Am Ende der Saison konnte er die Meisterschaft und den Pokal feiern. Ab der Spielzeit 2004/05 lief er für die Universitätsmannschaft BGUFK Minsk auf. Seine erfolgreichste Spielzeit war dort 2006/07, als er die 3. Runde im EHF-Pokal erreichte. Anschließend spielte er erneut ein Jahr für Arkatron. 2008 wechselte er zu HC Dinamo Minsk. Mit Dinamo gewann er fünf weitere Meisterschaften und zwei Pokalsiege. International kam er ins Viertelfinale des EHF-Pokal 2011/12 und ins Achtelfinale der EHF Champions League 2012/13. Nach dem Ausfall mehrerer Sponsoren zog sich Minsk im Februar 2014 aus allen Wettbewerben zurück und stellte alle Spieler frei. Babitschau wechselte daraufhin zu Brest GK Meschkow, mit dem er 2014, 2015 und 2016 die Meisterschaft sowie den belarussischen Pokal gewann. Von 2017 bis 2021 spielte er für den ukrainischen Verein HK Motor Saporischschja.
Mit der belarussischen Nationalmannschaft nahm Maksim Babitschau an der Europameisterschaft 2008, der Weltmeisterschaft 2013, der Europameisterschaft 2014 und der Europameisterschaft 2018 teil. Er bestritt 150 Länderspiele, in denen er 239 Tore erzielte.

## Erfolge
- Belarussischer Meister 2003, 2009, 2010, 2011, 2012, 2013, 2014, 2015, 2016 und 2017
- Belarussischer Pokalsieger 2003, 2010, 2013, 2014, 2015, 2016 und 2017
- Ukrainischer Meister 2018, 2019, 2020 und 2021
- Ukrainischer Pokalsieger 2018, 2019